# Anthodioctes mapirensis
Anthodioctes mapirensis là một loài Hymenoptera trong họ Megachilidae. Loài này được Cockerell mô tả khoa học năm 1927.